# Stazione di Jerzu
La stazione di Jerzu era una stazione ferroviaria al servizio dell'omonimo comune (ma compresa nel territorio comunale di Ulassai), capolinea della dismessa ferrovia per Gairo.

## Storia
La stazione fu realizzata a fine Ottocento in contemporanea alla ferrovia di cui sarebbe stata lo scalo terminale, a circa quattro chilometri a nord dell'abitato di Jerzu ed in particolare nacque in seguito a varie iniziative degli abitanti locali che già negli anni settanta di quel secolo chiedevano di essere collegati tramite strada ferrata al resto della Sardegna. I lavori di costruzione della stazione furono infine eseguiti per conto della Società italiana per le Strade Ferrate Secondarie della Sardegna, concessionaria della ferrovia e primo gestore dell'impianto, e lo scalo venne attivato insieme alla linea per Gairo il 16 novembre 1893.

La stazione nel 1905

Da allora lo scalo servì il centro di Jerzu, la cui distanza dall'impianto portò tuttavia a pensare ad un'estensione della ferrovia dalla stazione verso il paese (che sarebbe stato dotato di un altro impianto) e Perdasdefogu, proposta che benché successivamente rientrante nel programma di nuove linee ferroviarie in Sardegna del 1926 non venne mai attuata. Passato alla gestione delle Ferrovie Complementari della Sardegna nel 1921 l'impianto restò quindi attivo come scalo di riferimento del centro ogliastrino sino alla chiusura della Gairo-Jerzu, datata 1º novembre 1956. Con la sostituzione delle relazioni ferroviarie con analogo servizio di autolinee la stazione fu dismessa e disarmata. Dopo anni di abbandono l'area e gli edifici in essa compresi sono stati ristrutturati dal comune di Ulassai e trasformati nel museo Stazione dell'arte, dedicato principalmente all'artista ulassese Maria Lai.

## Strutture e impianti
L'impianto, che dopo la chiusura della ferrovia è stato disarmato, era la stazione terminale della linea e per questo di tipo tronco. Dal punto di vista infrastrutturale comprendeva una rimessa locomotive, posta all'altezza dell'asse estremo della stazione, un rifornitore a cisterna metallica (non più esistente) ed uno scalo merci, dotato di piano caricatore e magazzino merci.
I servizi ai viaggiatori e la Dirigenza Locale erano ospitati in un fabbricato viaggiatori a due piani con tetto a falde, avente pianta rettangolare e quattro accessi sul lato binari. Un ulteriore edificio ospitava le ritirate, inoltre a ridosso del passaggio a livello con la SP 11 (che delimitava l'area della stazione) era situata una casa cantoniera che, come tutti gli edifici dell'impianto, è stata ristrutturata a inizio anni duemila per la destinazione ad area museale.

## Movimento
Sino alla chiusura del 1956 la stazione era servita dai treni delle SFSS (sino al 1921) e successivamente delle FCS, ed era interessata sia al traffico viaggiatori che a quello merci.

## Servizi
Il fabbricato viaggiatori ospitava, negli anni in cui la stazione fu attiva, una sala d'aspetto ed una biglietteria a sportello. Presenti nell'impianto anche i servizi igienici, ubicati in una costruzione ad hoc.
- Biglietteria a sportello
- Sala d'attesa
- Servizi igienici